# Иван Хадживълканов
Иван Хадживълканов е български революционер, деец на Вътрешната македоно-одринска революционна организация.

## Биография
Иван Хадживълканов е роден през 1873 година в Банско, тогава в Османската империя. Присъединява се към ВМОРО и през 1896 година е избран за член на Разложкия околийски революционен комитет.
През Балканската война е доброволец в 5 одринска дружина от Македоно-одринското опълчение, като служи в 1 и Нестроевата рота.
Умира на 6 юли 1929 година в София.